# إليانور راثبون
إليانور فلورنس راثبون (بالإنجليزية: Eleanor Rathbone) (12 مايو عام 1872 - 2 يناير عام 1946) كانت عضواً مستقلاً في البرلمان البريطاني (MP) وناشطة في مجال الإعانة الأسرية و حقوق المرأة. وهي فرد من أفراد عائلة راثبون الشهيرة في ليفربول.

## النشأة
كانت إليانور راثبون ابنة المصلح الاجتماعي ويليام راثبون السادس وزوجته الثانية إيميلي أتشيسون لايل. شجعتها عائلتها على التركيز على القضايا الاجتماعية. ارتادت ثانوية كينغستون العامة (الآن مدرسة كينغستون الإعدادية) في لندن؛ وارتادت بعدها كلية سومرفيل في جامعة أكسفورد رغم احتجاجات والدتها، وبدعم من التدريب على الأدب الكلاسيكي من قبل لوسي ماري سيلكوكس.
حرمت بسبب جنسها من الحصول على شهادة جامعية في جامعة أكسفورد، وكانت واحدة من السيدات اللواتي سافرن في الباخرة إلى أيرلندا بين عامي 1904 و1907 من أجل الحصول على شهادة جامعية من جامعة دبلن (كلية الثالوث في دبلن). عملت راثبون بعد دراستها في جامعة أكسفورد إلى جانب والدها في دراسة الظروف الاجتماعية والصناعية في ليفربول، إلى أن توفي في عام 1902.
عارضت راثبون ووالدها حرب البوير الثانية، بل ونشرت في عام 1903 تقريرهم الذي تضمن نتائج تحقيق خاص في ظروف العمل في ليفربول دوكس. ساعدت في عام 1905 في تأسيس كلية العلوم الاجتماعية بجامعة ليفربول، حيث درّست في قسم الإدارة العامة. لا تزال علاقتها بالجامعة مُعترف بها من قبل إدارة مبنى إليانور راثبون وقاعة المحاضرات ومركز علم الاجتماع.

## مزاولتها السياسة والناشط المحلي
تسلمت راثبون في عام 1897 منصب السكرتيرة الفخرية للجنة ليفربول التنفيذية لجمعية حق المرأة في التصويت، إذ أكدت أثناء حملتها حصول المرأة على حق التصويت.
انتُخبت راثبون في عام 1909 كعضو مستقل في مجلس مدينة ليفربول لتشغل مقعد غرانبي وورد، وهو المنصب الذي احتفظت فيه حتى عام 1935. وقد كتبت سلسلة من المقالات في مجلة «ذا كومون كوز». شاركت في عام 1913 بالتعاون مع نيسي ستيوارت براون في تأسيس جمعية مواطنة ليفربول النسائية، من أجل تعزيز مشاركة المرأة في الشؤون السياسية.
عند اندلاع الحرب العالمية الأولى، نظمت راثبون جمعية عائلات جنود البلديات والبحارة (المعروفة اليوم باسم جمعية الجنود والبحارة والطيارين والأسر (SSAFA)، وهي جمعية خيرية تابعة للقوات المسلحة)، من أجل دعم زوجات الجنود ومعاليهم. شكلت راثبون «نادي 1918» في ليفربول (لايزال يجتمع حتى الآن في فندق أدلفي)، وهو أقدم منتدى نسائي لا يزال فعالاً حتى الآن.
منذ عام 1918 وما بعد، دافعت راثبون عن نظام مخصصات الأولاد التي تُدفع للأمهات مباشرةً. بالإضافة إلى أنها عارضت القمع العنيف للتمرد في أيرلندا. وكان دورها فعال أيضاً في التفاوض على شروط إدراج المرأة في قانون تمثيل الشعب لعام 1918.
تولت راثبون رئاسة الاتحاد الوطني لجمعيات المساواة في المواطنة (والمُعاد تسميته بالاتحاد الوطني لمجتمعات الاقتراع النسائي)، وذلك عندما تقاعدت ميليسنت فاوست في عام 1919، وبالتالي كانت هي المسؤولة عن إنشاء جمعية ليفربول للخدمات الشخصية PSS))، التي كانت أول من ترأسها. قامت أيضاً بحملة من أجل حقوق المرأة في الهند.
صرحت راثبون في «الأسرة المحرومة» عام 1924، أن التبعية الاقتصادية للمرأة تستند إلى ممارسة دعم الأسر متغيرة الحجم بأجور كانت تُدفع للرجال، بغض النظر عما إذا كان يمتلك الرجل أسرة أو لا. وكشفت في وقت لاحق عن لوائح التأمين التي قللت من إمكانية حصول المرأة المتزوجة على إعانات البطالة والتأمين الصحي.

## عملها كسياسية في ويستمينستر
دخلت راثبون في عام 1929 البرلمان كنائب مستقل للجامعات الإنجليزية المشتركة. تحدثت إحدى خطبها الأولى حول ما يعرف الآن بالجدل حول ختان الإناث في كينيا، ثم عن المستعمرة البريطانية.
قامت خلال فترة الكساد الكبير بحملة للحصول على حليب رخيص وفوائد أفضل لأطفال الأشخاص العاطلين عن العمل. وفي عام 1931، ساعدت في تنظيم دحض اقتراح إلغاء مقاعد الجامعة في البرلمان وفازت بإعادة انتخابها في عام 1935.
أدركت راثبون طبيعة ألمانيا النازية، وانضمت في ثلاثينيات القرن الماضي إلى المجلس البريطاني المناهض للنازية غير الطائفي، بهدف دعم حقوق الإنسان. وفي عام 1936 بدأت تحذر من تهديد النازية لتشيكوسلوفاكيا. بل وفضلت إعادة التسلح، وجادلت بضرورته في الغارديان مانشستر.
أصبحت راثبون من أبرز المنتقدين الجريئين والمُسايرين في البرلمان. إذ نددت برضا المملكة المتحدة عن إعادة هتلر من راينلاند وبالفتح الإيطالي للحبشة وحول الحرب الأهلية الإسبانية. وقد حاولت في إحدى المرات استئجار سفينة لإدارة الحصار المفروض على إسبانيا وإبعاد الجمهوريين المعرضين للخطر عن الأعمال الانتقامية.
أصبحت راثبون في عام 1936 واحدة من مجموعة أشخاص ساندوا اللجنة المؤقتة البريطانية المُشكلة للدفاع عن ليون تروتسكي، ووقعوا خطاباً موجهاً إلى وصي مانشستر يدافعون فيه عن حق تروتسكي في اللجوء، ويدعون لإجراء تحقيق دولي في محاكمات موسكو.
نددت راثبون في 30 سبتمبر عام 1938 بمعاهدة ميونيخ التي نُشرت للتو في ذلك الوقت. وضغطت على البرلمان لمساعدة التشيكوسلوفاكيين ومنح حق الدخول للألمان المنشقين والنمساويين واليهود.
في أواخر عام 1938، أنشأت راثبون اللجنة البرلمانية المعنية باللاجئين للنظر في القضايا الفردية في إسبانيا وتشيكوسلوفاكيا وألمانيا. وعمدت خلال الحرب العالمية الثانية إلى مساعدة أوسبرت بيك بانتظام، الذي كان وزير الداخلية. وضغطت في عام 1942 على الحكومة لنشر أدلة على إبادة الهولوكوست الجماعية.

## الحياة الشخصية
وفي نهاية الحرب العالمية الأولى اشترى راثبون وناشطة العمل الاجتماعي إليزابيث ماكدام منزل في لندن واستمر الصديقان في مشاركة المنزل حتى وفاة راثبون المفاجئة في يناير1946.
وعملت ابنة اخيه جيني راثبون كمستشار لحزب العمال في إزلنغتون وبعدها كانت المرشح البرلماني عن حزب العمال في دائرة جنوب ويلزالتابعة لكارديف سنترال في عام2010 . وانتُخبت لعضوية.الجمعية الوطنية لويلز بصفتها ممثلة عن كارديف سنترال في انتخابات الجمعية الوطنية عام2011.